# Пичинейка (деревня)
Пичинейка — деревня в Атяшевском районе Республики Мордовия. Входит в состав Киржеманского сельского поселения.

## География
Расположена на реке Нуя.

## История
В «Списке населённых мест Симбирской губернии за 1863» Пичинейка владельческая деревня в 53 двора в составе Ардатовского уезда.

## Население
| 2002 | 2010 |
| ---- | ---- |
| 22   | ↘19  |

Национальный состав
Согласно результатам Всероссийской переписи населения 2002 года, в национальной структуре населения русские составляла 82 %.